# Morocco (film)
Morocco is een Amerikaanse dramafilm uit 1930 onder regie van Josef von Sternberg. De film werd in 1992 opgenomen in de National Film Registry.

## Verhaal
De mooie variétézangeres Amy Jolly wordt verliefd op Tom Brown, een soldaat in het Franse Vreemdelingenlegioen. Ze regelt een afspraak met hem, maar als Tom hoort dat de rijke La Bessiere Amy ten huwelijk vraagt, accepteert hij een gevaarlijke opdracht. Hij denkt immers dat alleen een man als La Bessiere haar het luxeleven kan schenken dat zij wil.

## Rolverdeling

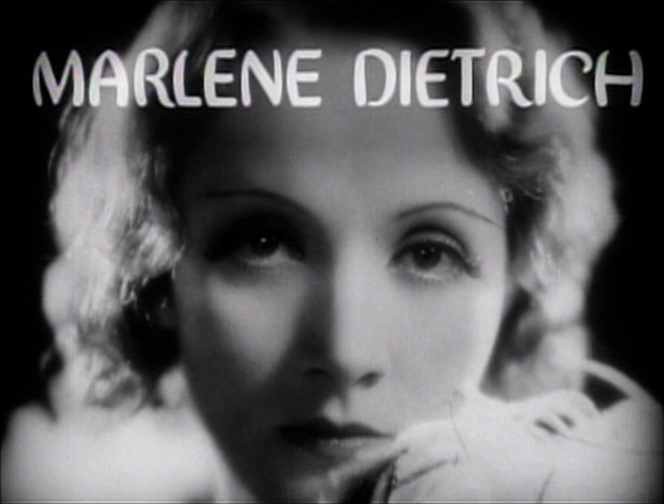
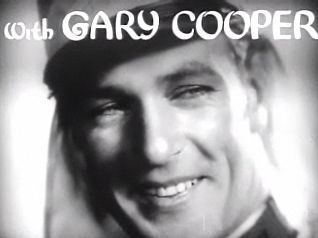
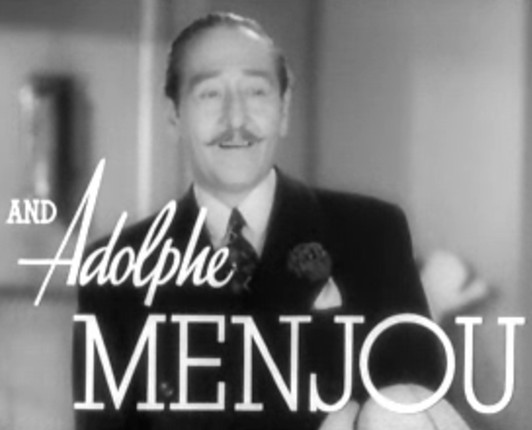

| Acteur           | Personage       |
| ---------------- | --------------- |
| Marlene Dietrich | Amy Jolly       |
| Gary Cooper      | Tom Brown       |
| Adolphe Menjou   | La Bessiere     |
| Ullrich Haupt    | Adjutant Caesar |
| Eve Southern     | Madame Caesar   |
| Francis McDonald | Sergeant        |
| Paul Porcasi     | Lo Tinto        |